# Triburile

Logo-ul Triburile

Triburile este un joc pentru computer, online, multiplayer, realizat de InnoGames GmbH  din Germania, bazat pe un browser web. Acesta reproduce Evul Mediu, înainte de formarea statelor. Jocul se poate juca alături de mii de alți jucători. Triburile face parte din categoria MMOTBS.

## Rezumat al mecanismului jocului

### Primii pași
La început ai nevoie în primul rând de: resurse. Tăietorii de lemne produc lemn, mina de argilă produce argilă și cea de fier produce fier. Cu cât construiești aceste clădiri mai departe, cu atât mai mare îți va fi și producția. În primele zile este important să-ți construiești minele.
Pe lângă producția de resurse trebuie să te gândești și la asigurarea acestora față de dușmanii care doresc să le fure. Pentru acest caz îți este de foarte mare ajutor ascunzătoarea. Cu cât mai înalt nivelul ascunzătorii, cu atât mai multe resurse se pot depozita în ea și nu pot fi găsite de trupele dușmane. Trebuie să te foloșești de acestă posibilitate mai ales dacă vezi că ai jucători puternici in preajma ta. In plus de asta ar fi bine să-ți construiești un zid. Deja câteva nivele construite la zid, în perioada de început, te pot ajuta pentru a produce daune mari agresorilor.
După ce ați asigurat o bună bază de producție a resurselor, puteți începe producția de trupe, precum și schimbul de resurse. În Cazarmă (pentru care aveți nevoie de Clădirea principală la nivelul 3) puteți începe recrutarea de lăncieri. Acești luptători nu sunt trupe de atac foarte eficiente, dar pot fi foarte folositori la atacurile asupra jucătorilor mici sau asupra satelor părăsite, din stadiul de început al unei lumi.
Dacă sunteți adeptul schimburilor de resurse, atunci va trebui să construiți Târgul (pentru care sunt necesare Cladirea principală nivelul 3 și Magazia nivelul 2). Aici puteți vizualiza ofertele celorlalți jucători, prin care puteți face schimb cu resursele pe care le aveți în exces. De asemenea, aici puteți crea propriile oferte de resurse.
Trebuie, de asemenea, să căutați să intrați într-un Trib. Întotdeauna este mai eficient să atacați și să vă apărați în grup.

### Resurse
Pentru a antrena trupe, ai nevoie de resurse. Primești automat resurse,ca urmare a producției minelor (de lemn, argilă și fier), chiar dacă nu ești logat pe cont.
Cantitatea de resurse depinde de mărimea clădirilor de resurse. Este important să construiești magazia la un nivel mare, pentru a fi sigur ca resursele nu se irosesc. În dreapta sus se poate vedea cantitatea de resurse ce poate fi stocată, precum și cantitatea curentă existentă în magazie.

### Clădiri
Clădirea principală -	În clădirea principală pot fi construite clădiri noi sau îmbunătățite clădirile existente. Cu cât mai înalt nivelul, cu atât mai repede pot fi construite clădiri noi. În momentul în care clădirea principală a atins nivelul 15, ai posibilitatea să demolezi clădiri.
Cazarmă -	În cazarmă îți poți recruta infanteria. Cu cât este mai înalt nivelul de extindere al cazarmei, cu atât mai repede poți să-ți instruiești trupele.
Grajd -	În grajd îți poți instrui călăreți. Cu cât este mai înalt nivelul grajdului, cu atât mai repede îți poți instrui trupele.
Atelier -	În atelier îți poți fabrica armele. Cu cât mai ridicat nivelul de dezvoltare al atelierului, cu atât mai repede îți poți instrui trupele.
Curte nobilă -	În curtea nobilă poți crea generații de nobili, cu care poți cuceri alte sate.
Fierărie -	În fierărie se cerceteză și se îmbunătățesc armele. Cu cât mai înalt nivelul de dezvoltare al fierăriei, cu atât mai bine poți perfecționa armele. Pe de altă parte se și scurtează perioada de inovație.
Piața centrală -	În piața centrală se întîlnesc soldații tăi. Aici poți da comenzile de atac și îți poți stabili trupele.
Statuie -	Locuitorii satului aduc la statuie omagii Paladinului. Dacă Paladinul cade în luptă, aici ai posibilitatea să numești un soldat ca nou Paladin.
Târg -	La târg poți negocia cu alți jucători sau le poți trimite materii prime.
Tăietori de lemne -	Tăietorii de lemne lucrează în păduri dese în afara satului tău, taie lemnul masiv, necesar pentru construcția coloniei tale cât și pentru înarmarea oștirii tale. Cu cât mai înalt nivelul de dezvoltare a tăietorilor de lemne, cu atât mai mult lemn poate fi produs.
Mina de argilă -	În mina de argilă muncitorii tăi exploatează argila necesară pentru construcția satului tău. Cu cât mai înalt nivelul, cu atât mai multă argilă va fi prelucrată.
Mina de fier -	În mina de fier muncitorii tăi exploatează fierul necesar pentru război. Cu cât crește nivelul minei, cu atât mai mult fier se produce.
Fermă -	Ferma îți aprovizionează muncitorii și trupele cu hrană. Fără extinderea fermei nu-ți poate crește nici satul. Cu cât mai înalt nivelul fermei, cu atât mai mulți locuitori pot fi aprovizionați.
Magazie -	În magazie pot fi depozitate materiile prime produse. Cu cât mai înalt nivelul magaziei, se mărește și capacitatea de depozitare a materiilor prime.
Ascunzătoare -	În beci se ascund materiile prime, pentru ca dușmanii să nu le poată jefui. Nici spionii străini nu au posibilitatea să descopere câte materii prime se găsesc în ascunzătoare.
Zid -	Zidul îți apără satul de trupe străine. Prin construcția zidului îți îmbunătățești puterea de apărare a pământului și a trupelor.
Turnul de Veghe -	  Turnul de veghe va cerceta împrejurimile satului tău. Când un atac va fi în raza lui de acțiune, acesta îți va da o informație despre atac, indiferent de destinația lui finală.

### Început întârziat
Dacă începi să joci pe o lume într-o fază de joc înaintată, trebuie să-ți schimbi și strategia. Desigur este necesar să ai o producție bună de materii prime, pentru ca satul tău să fie cât mai repede construit. În același timp trebuie să te aperi de jefuitori din satele învecinate. Construiește-ți pentru aceasta un zid, o ascunzătoare și câteva unități defensive. Trimiterea de mesaje atăcătorului poate fi de folos, uneori. Dacă ai reușit să-ți mărești satul poți și tu încerca să jefuiești alte sate de materii prime. Acestea îți prind foarte bine pentru dezvoltarea satului.
Acum se ajunge la diferența cea mare față modul normal de construcție a jocului:
Nu fă greșeala, de a te baza numai pe o generație de nobili. O să ți se pară probabil logic, că dorești să ai mai multe sate, pentru ai ajunge pe ceilalți. Dar aceasta este o greșeala fatală, pentru că jucătorii cu multe puncte încearcă să-și cucerească satele din zona ta de hartă pentru a avea o poziție de joc stabilă. Daca tu îți investești resursele numai în clădiri și într-o ofensivă bună, ești ușor de cucerit pentru acești jucători! Ei au posibilitatea să te jefuiască fără a avea pierderi mari. În momentul în care vei fi atacat, este deja prea târziu.
Singura strategie în cazul acesta, este o defensivă puternică, constând din mulți luptători cu spada și lăncieri. Nu ai voie să fi o țintă neatractivă, ușoara de cucerit, pentru jucătorii puternici. Dacă văd că au pierderi mari prin atacul satului tău, te vor lăsa de obicei în pace. Aici te ajută și moralul . Trupele de atac ale jucătorilor cu multe puncte devin prin aceasta cu 70% mai slabe!
Faza aceasta de siguranță te costă timp, dar este foarte eficientă, pentru că trupele defensive le vei folosi tot timpul. Dacă ai o apărare sănătoasă de cel puțin 1200 de luptători cu spada și 1200 de lăncieri, poți începe să formezi nobilimea și trupele ofensive.

### Trib
Locul ocupat în cadrul tribului
Întemeietorul tribului
Face un anume jucător fondatorul tribului. Prin aceasta, el dispuse de toate drepturile în trib: poate dizolva tribul, schimba numele triburile și poate schimba drepturile celorlalți jucători.
Nu trebuie niciodată oferit acest drept fără precauție; este ușor să abuzezi de putere prin desființarea tribului sau retrăgând drepturile altor fondatori.
Conducerea tribului
Membrii conducerii tribului pot modifica și acordai drepturi și titluri altor membri și pot concedia membri. De asemenea, ei pot primi alte drepturi, oferite de către baroni (conducători). Și acest drept trebuie oferit cu precauție, deoarece cei care dețin acest drept pot concedia membrii tribului, de exemplu.
Invitație
Jucătorul poate invita în trib alți jucători.
Diplomație
Jucătorul poate modifica profilul tribului și poate încheia PNAuri sau alianțe.
Circulară
Jucătorul poate trimite mesaje întregului trib (circulare).
Moderator al forumului intern
Acest drept permite jucătorului să editeze sau să șteargă posturile din forumul intern al tribului.
Forum ascuns
Jucătorul poate vedea topicurile ascunse, care nu sunt accesibile celorlalți membri, care nu au acest drept.
Forum pentru membrii de încredere
Jucătorul poate vedea forumurile prevăzute doar pentru membrii de încredere, dar nu poate vedea forumurile ascunse.
Părăsirea tribului
Câteodată se poate întâmpla să nu mai fi mulțumit cu tribul în care ești și dorești să-ți cauți un alt trib. Pentru a ieși din tribul vechi trebuie să apesi pe linkul "Părăsește tribul". Îl găsești dacă apeși pe "Trib", direct deasupra anunțurilor interne.
Găsirea unui trib
Jocul în echipă aduce multe beneficii. Prin urmare, este foarte important să intri într-un trib; jucătorii începători trebuie să intre într-un trib existent, unde să învețe fundamentele jocului. Nu este recomandat să-ți creezi propriul trib, înainte să capeți experiență de joc. Iată câteva sfaturi despre cum să găsești tribul potrivit, pentru tine.
De cele mai multe ori, nu te ajută să contactezi triburile de top, care de obicei nu recrutează membri noi. Tribul în care vrei să intri trebuie să fie poziționat în apropierea ta. Distanța are un rol important în într-ajutorarea membrilor; este aproape imposibil să ajuți cu suport defensiv un coleg aflat la foarte mare distanță față de tine. Poți găsi tribul potrivit, din acest punct de vedere, folosind harta sau clasamentul triburilor.

### Harta
Harta este punctul central al orientării tale pe hartă. Exista 2 hărti. Harta din stânga arată satele din imediata ta vecinatate si-ți oferă mai multe informații când dai click pe ele. De asemenea, ai opțiunea de a acționa asupra acelui sat, cum ar fi trimitere de trupe sau de resurse.
Harta mică din dreapta arată continentul unde ești situat, dar iți oferă mai puține informații referitoare la sate.

### Rapoarte
Rapoartele conțin multe informații folositoare. Vei primi rapoarte de comerț, atacuri, invitații în alte triburi, precum și altele.
Rapoartele sunt sortate pe categorii, în mod automat. 
Câteodată, nu se dorește primirea unui anume fel de rapoarte. Pentru aceasta, se poate seta un filtru. În secțiunea Rapoarte, se regăsește o opțiune "Filtru". O dată ce filtrul este activat, nu se va vizualiza categoria de rapoarte selectată.
Rapoarte sunt șterse în mod automat, după o perioadă de timp. Dacă dorești să păstrezi rapoartele o perioada mai mare de timp, acestea trebuie arhivate. Această opțiune este disponibilă doar în cazul unui Cont Premium.

### Comerț
Comerțul oferă posibilitatea de a schimba resurse cu alți jucători.
Comerțul liber apare atunci când se trimit resurse într-un singur sens (către un prieten sau către propriile sate).
Momentul când este permis depinde de momentul când ai început să joci în această lume
Un negustor poate transport maximum 1.000 unități de resurse (din aceeași categorie, sau de orice fel, cu condiția ca suma cantităților să fie 1.000)
In “Triburile” ai la dispoziție schimbul liber ori schimbul la ofertă. Iți poti crea propriile oferte sau accepta ofertele altor jucători. Cand accepți o ofertă, sau altcineva o accepta pe a ta, resursele sunt trimise automat.
Pentru a crea oferte dute in piață, click pe "oferte proprii".Aici poti face una sau mai multe oferte.
Pentru a accepta ofertele altor jucători, click pe "Oferte străine". Acolo poți găsi relativ ușor anumite oferte, pe care le poți accepta direct.

### Mod de vacanță
Dacă nu ai timp o perioadă să fi activ pe triburile, este recomandabil să-ți găsești un locțiitor, care să-ți administreze contul cât timp lipsești. Pentru aceasta, intră în "Setări" -> "Mod de vacanță" și adaugă numele locțiitorului. Locțiitorul trebuie să fie o persoană de încredere, pentru că-ți poate fi și dăunător. De îndată ce puteți, vă luați contul înapoi și puteți înceta locțiirea.
Atunci când sunteți solicitat să administrați contul altcuiva, trebuie, mai înainte de toate, să acceptați cererea de locțiire (care poate fi și refuzată, bineînțeles), de la Setări – Mod de vacanță. De îndată ce cererea de locțiire a fost acceptată, va fi vizibil un link “Login”, prin care vă puteți loga în cont.

### Securitate
Aici poți găsi informații importante despre securitate, în cadrul Triburile.
Parola contului tău va fi salvată doar într-un format criptat. Este imposibil de descifrat o parolă, folosind forma încriptată a parolei. Dar, cu toate acestea, sunt câteva posibilități prin care altcineva îți poate afla parola.
- Ai selectat o parola care poate fi ghicită ușor.
- Te-ai logat în contul tău dintr-un loc public, acolo unde ai salvat parola. De asemenea, este posibil ca cineva să te urmărească, în timp ce îți introduci parola.
- Ai fost victima unei fraude.

Iată câteva sfaturi despre cum să eviți astfel de situații.
- Parola nu are voie să fie numele tău. Nu este indicată nici o parolă de forma "1234" sau " parola". Cel mai sigur este dacă faci o combinație de un cuvânt cu o cifră. Sau poți pune de exemplu semnul "!" în mijlocul unui cuvânt...acest lucru ar fi de ajuns deja pentru ca parola ta să fie mai sigură.
- Atunci când te loghezi din locuri publice, cum ar fi școala sau un Internet-Café, este important să nu selectezi opțiunea “Păstrează-mă logat”. Întotdeauna să alegi să nu memorezi parolele. Trebuie să mai fii atent ca nimeni să nu te urmărească, atunci când introduci parola.
- Nimeni din cadrul Team Triburile nu îți va cere vreodată parola. Ori de câte ori vi se cere parola, trebuie să anunțați Suportul. Doar în câteva cazuri izolate ți se va cere să introduci parola pe site-uri externe, caz în care se cere o „Autentificare externă”. Este important ca în acest caz să verifici adresa, care trebuie să fie de genul www.triburile.ro. Orice diferență față de această adresă trebuie imediat raportată. Site-urile care folosesc loginul extern nu primesc parola. Un exemplu pentru un astfel de site este TWplus: Dacă dorești să scri ceva trebuie întâi să te înregistrezi.
- Niciodată să nu folosești aceeași parolă pentru mai multe site-uri. Este foarte important să nu folosești aceeași parolă, ca și pentru adresa de mail. Dacă vei pierde controlul asupra adresei de mail, se pot întâmpla altele, mai grave. În acest caz, nu vei mai putea folosi e-mailul pentru recuperarea sau schimbarea parolei.